# Tramlijn Roermond - Kessenich
De Centrale Limburgsche Spoorweg (Stoomtramweg) Maatschappij (CLS) werd op 28 augustus 1912 opgericht te Roermond. Op 18 juni 1915 begon de dienst op de metersporige stoomtramlijn Roermond – Kessenich (Ittervoort-grens), met doorgaande lijn naar Maaseik. 
In 1918-1919 opende de aansluitende lijn Horn – Roggel – Meijel, in 1921 verlengd naar Deurne. Op 15 februari 1921 werd de CLS overgenomen door de LTM. Het Belgische gedeelte tussen de grens en Maaseik had het nummer 486. Aldaar sloot de tramlijn 485 naar Maastricht aan. Tussen 1929 en 1933 verloor de tram 30% aan passagiersritten. De neergang van het goederenvervoer was nog evidenter: 65% verlies. In dit laatste cijfer is ook de destructieve kracht van de Grote Depressie van de jaren Dertig te merken. In 1935 viel definitief het doek voor de tramdienst Roermond-Kessenich. Busdienst en vrachtautodienst namen de taken over. Nog in datzelfde jaar werd de tramlijn opengebroken tot Horn. De tramlijn Horn-Roermond is een jaar langer blijven liggen voor het zandvervoer van de afgraving van de Franse Bergen in Horn, waarmee o.a. het terrein voor de nieuw te bouwen Ernst Casimirkazerne bij Roermond werd opgehoogd.